# Herrschaft Friesland

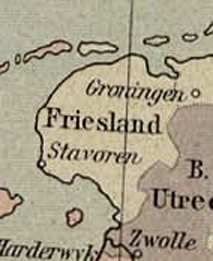
Region Friesland bestehend aus selbstständigen Landstrichen (Grafschaften) um 1477

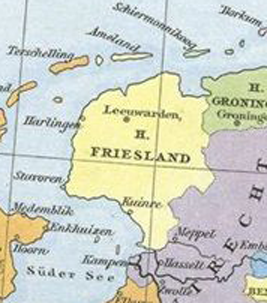
Herrschaft Friesland um 1524

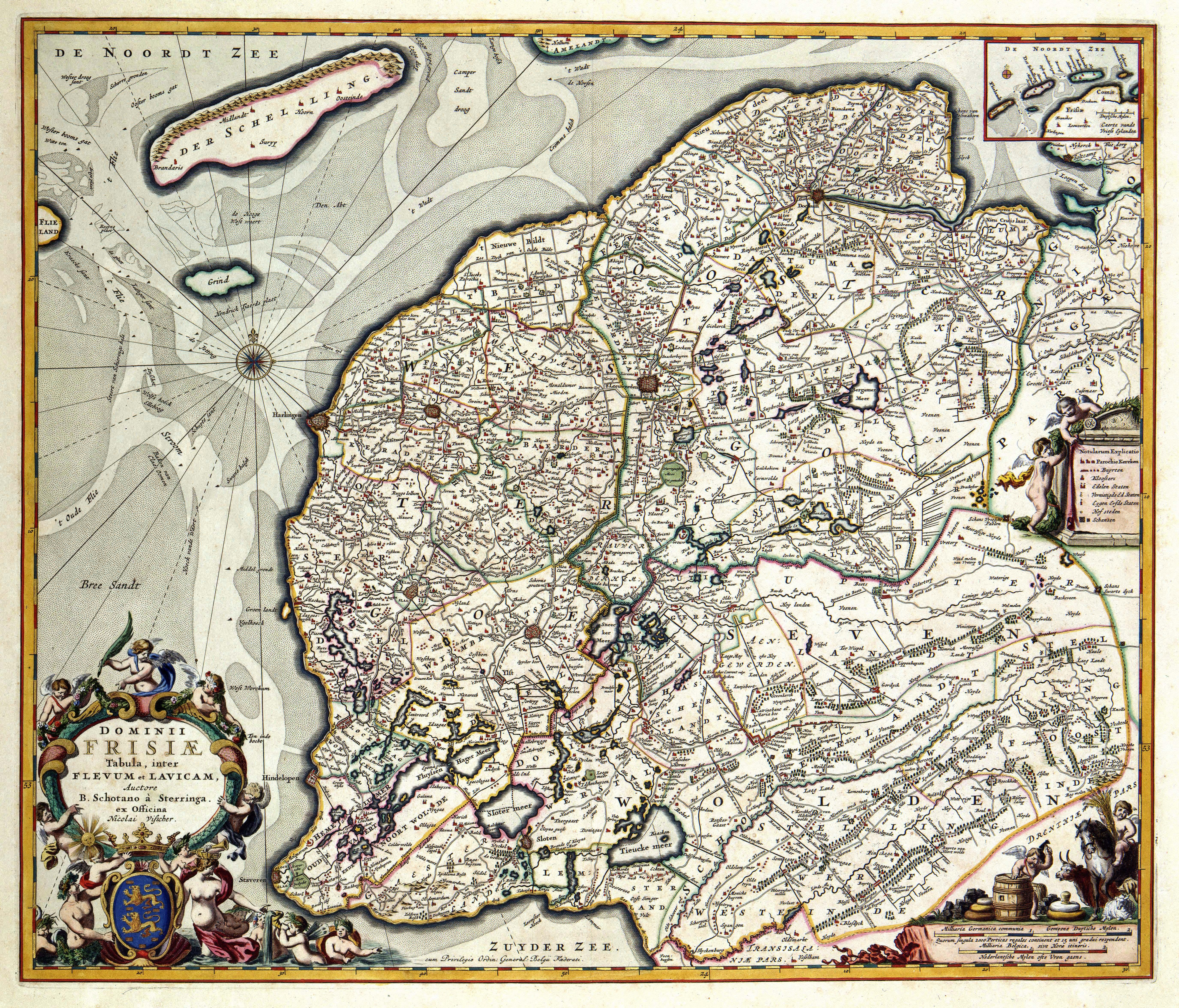
Herrschaft Friesland um 1680

Die Herrschaft Friesland (niederländisch Heerlijkheid oder Gewest Friesland) war eine Herrlichkeit in den Niederlanden. Sie entstand im Jahr 1498 als Maximilian I. die heutigen Provinzen Friesland und Groningen an Herzog Albrecht den Beherzten von Sachsen verpfändete und ihn zu Gouverneur und Verwalter (Podestas) ernannte. Die Herrschaft war seit 1515 faktisch Teil des Herzogtums Geldern, doch wurde 1524, als Karl V. sie eroberte, Teil der Burgundischen bzw. Spanischen Niederlande und war seit 1580 Teil der Generalstaaten. Ihre Existenz endete 1795 mit Gründung der Batavischen Republik. Ihre Nachfolger waren das Departement und die Provinz Friesland.

## Geschichte
Seit dem Jahr 1515 gehörte Friesland zum Burgundischen Kreis. Im Zuge der Sächsischen Fehde gegen Edzard I. von Ostfriesland eroberte Albrecht der Beherzte Friesland. Dessen Sohn Georg der Bärtige verkaufte seine Rechte 1515 an den künftigen Herrscher Karl V. Der von ihm ernannte Statthalter regierte seit 1528 auch über Overijssel und seit 1536 auch über Groningen und Drenthe.
1580 trat der größte Teil des Gebietes der Utrechter Union bei und behielt den Namen „Herrschaft Friesland“. Seitdem gehörten die Statthalter zum Haus Oranien-Nassau. Aus diesem Umstand leiteten die Oranier später ihren Herrschaftsanspruch über die Niederlande einschließlich Frieslands ab.
Mit dem Frieden von Münster 1648 war die Herrschaft anerkanntes Mitglied in der Republik der Vereinigten Niederlande.
1795 gehörte Friesland zur Batavischen Republik, was das Ende der Herrschaft Friesland bedeutete. Das Gebiet wurde 1798 aufgeteilt und zwei verschiedenen Departements zugeschlagen. 1802 wurden beide Teile zum Departement Friesland vereinigt. Als 1810 das seit 1806 bestehende Königreich Holland von Frankreich annektiert wurde, wurde dieses Departement in das nun französische Département Frise umgewandelt, welches 1814 in die Provinz Friesland überging.

## Gebiet
Die Herrlichkeit setzte sich aus den Vertretern der Vier Landesviertel oder „Kwartieren“  Westergo, Oostergo, Zevenwouden und sämtlicher Städte zusammen. In den ländlichen Vierteln waren 30 „Grietenijen“, die Vorläufer der späteren Gemeinden, vertreten. Die friesischen „Elf Städte“ waren: Stavoren (1118), Harlingen (1234), IJlst (1268), Leeuwarden (1285), Dokkum (1298), Bolsward (1455), Hindeloopen (1372), Franeker (1374), Workum (1399), Sloten (1426) und Sneek (1456).
Das Territorium ist ähnlich dem der heutigen Provinz Friesland. Die Herrlichkeit ist zu unterscheiden vom als West-Friesland bezeichneten Bezirk in Nordholland, das die Grafen von Holland 1289 eroberten, und der Grafschaft Ostfriesland, die beim Reich verblieb.